# Luis "el cartún" Pérez
Luis Armando Pérez (Saltillo, Coahuila, 19 de mayo de 1978) es un historietista del periódico mexicano Excélsior y creador de la tira cómica Fabultlán.

## Biografía
Desde niño empezó a dibujar viñetas, sus influencias son caricaturistas como Walt Disney, Robert Crumb, Sergio Aragonés, Tex Avery, Jack Davis, Gabriel Vargas y Hanna-Barbera, actualmente  sus caricaturas van desde el humor negro muy ácido hasta el infantil, burlándose o criticando a la sociedad actual mexicana, ha sido criticado por políticos y catedráticos. 
Seguidor de las historietas de Archie y Superman, ingresó a la Facultad de Artes Visuales (FAV) de la Universidad Autónoma de Nuevo León (UANL) para estudiar diseño gráfico, donde permaneció hasta concluir su sexto semestre. 

Fue ahí donde comprendí realmente el concepto de dibujar y desarrollar más el estilo.
Luis Armando Pérez

En el 2006 tiene su oportunidad de publicar sus cartones en el periódico Mural de Monterrey, y trabajando como ilustrador en la revista Reader's Digest de México y en el 2007 el vicepresidente de noticias de Multimedios Televisión Felix Cortés Camarillo lo invita a participar en el noticiero telediario en la cápsula "La mano negra del Cartún Pérez". Actualmente sus cartones se pueden ver de lunes a viernes en Excélsior e Imagen Televisión. 